# Kapka
Kapka (też Kąpka, niem. Kapken See) – jezioro w Polsce, położone w województwie zachodniopomorskim, w powiecie drawskim, w gminie Złocieniec.
Akwen leży na Pojezierzu Drawskim, na południe od wsi Siecino. Na południowym brzegu jeziora pojedyncze zabudowanie osady Drzeńsko.